# Leskia bwambana
Leskia bwambana är en tvåvingeart som beskrevs av Fritz Isidore van Emden 1960. Leskia bwambana ingår i släktet Leskia och familjen parasitflugor.
Artens utbredningsområde är Uganda. Inga underarter finns listade i Catalogue of Life.